# Inanellamento

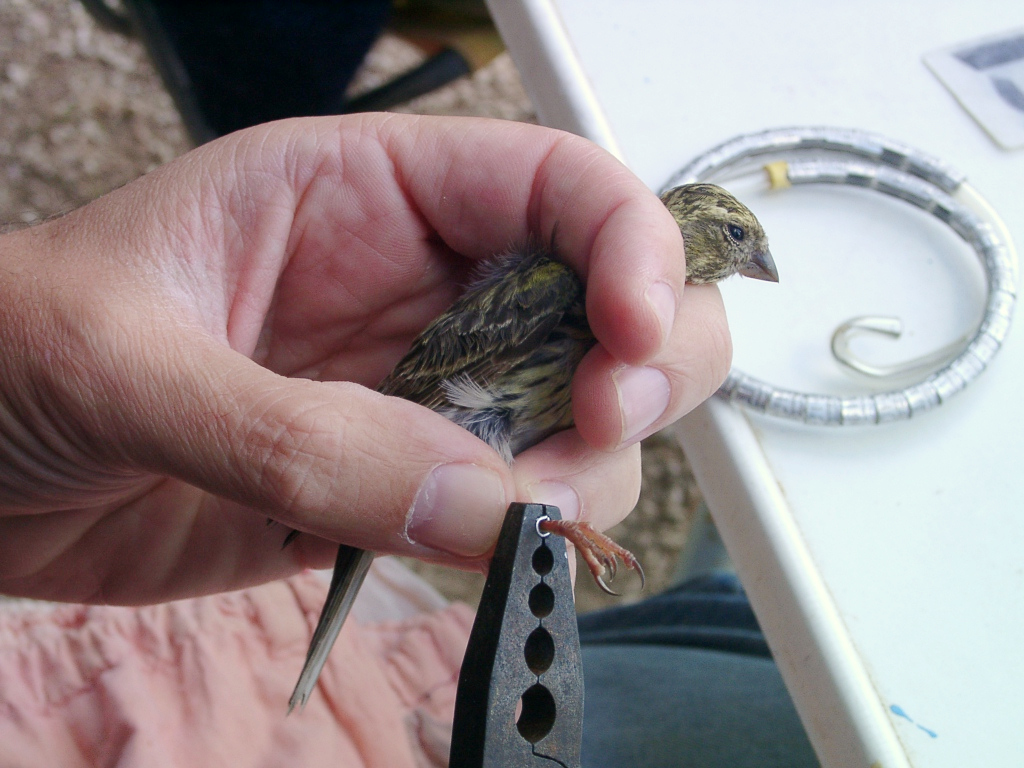
Un ricercatore effettua l'inanellamento su un verzellino.

L'inanellamento è una metodologia di studio degli uccelli che consiste nell'applicazione di un anello metallico, o di materiale plastico, sulla zampa (tarso) dell'uccello per poterlo identificare successivamente in maniera univoca.
Questa tecnica consente di ottenere importanti benefici per la ricerca scientifica e per la gestione dell'ambiente, in quanto aiuta a tenere traccia dei movimenti degli uccelli e a raccogliere informazioni sul loro stile di vita. Inoltre è utile per misurare il loro accrescimento, per esaminare le condizioni del piumaggio e della cute e per avere indicazioni sull'età, sul sesso e altre caratteristiche. 
Dopo l'inanellamento il volatile viene lasciato libero e quindi esso è nuovamente in grado di compiere migrazioni più o meno lunghe. È in grado di nutrirsi, crescere e accoppiarsi e su tutti questi aspetti si possono ricavare informazioni utili in ornitologia. L'inanellamento quindi non è altro che una "marcatura" individuale degli uccelli. 
I primi anelli a scopo scientifico furono utilizzati in Danimarca nel 1889 su alcuni storni da Hans Christian Mortensen.
L'inanellamento può essere compiuto su uccelli appena nati che si trovano nel nido ma anche su adulti, catturati mediante diversi metodi. Nel momento in cui viene catturato un uccello adulto, l'anello, ossia il "tag" (etichetta) che si vuole applicare a esso, deve essere di dimensioni adeguate. L'attività di inanellamento è svolta nel pieno rispetto dei principi relativi all'incolumità degli uccelli marcati e in tal senso sono stati sviluppati metodi di cattura e manipolazione degli uccelli che non recano danni agli animali, al loro adattamento e alle loro abitudini. A tal proposito, sono anche in vigore speciali autorizzazioni e regolamentazioni che gestiscono la normativa vigente sulla tutela e la salvaguardia della fauna. 
L'animale sottoposto a inanellamento viene solitamente pesato, misurato e studiato prima di essere inanellato e rilasciato. Buona parte della ricerca viene effettuata nel momento in cui l'uccello inanellato viene segnalato una volta deceduto: in queste condizioni si potrà risalire alla sua storia e alla sua vita. Sull'anello da segnalare devono essere riportate almeno la data di ritrovamento dell'animale, il luogo o in generale anche un riferimento cartografico, la specie (se nota) e le condizioni di ritrovamento. 
Riguardo ai diversi tipi di inanellamento, questi variano appositamente in base alla specie. Per gli uccelli di piccole dimensioni (come i passeriformi), sono utilizzate apposite reti per la cattura e contrassegni piccoli, mentre per uccelli di grandi dimensioni sono usate di solito trappole di vario tipo e anelli di materiale più resistente. Esistono anelli speciali che possono essere adatti per identificare gli uccelli anche a distanza, ossia guardando da un cannocchiale e si caratterizzano da determinati simboli o colori. 
In Europa l'EURING è il centro che si occupa del monitoraggio, coordinamento e gestione delle attività di inanellamento in ambito scientifico.
In Italia l'inanellamento è coordinato dal Centro Italiano di Inanellamento (CNI) presso l'ISPRA (Istituto Superiore per la Protezione e la Ricerca Ambientale) già INFS (Istituto Nazionale per la Fauna Selvatica).